# DJ Spooky

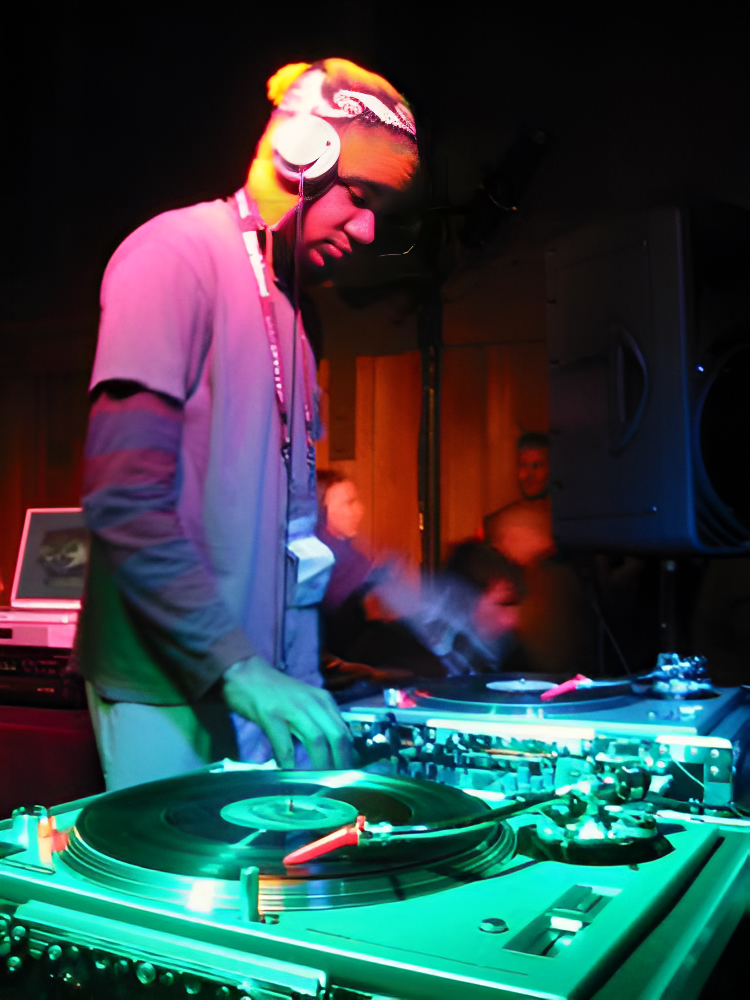
Beim Sundance Film Festival 2003

DJ Spooky, That Subliminal Kid (* 6. September 1970 in Washington, D.C.; bürgerlich Paul D. Miller) ist ein Illbient- und Trip-Hop-Musiker, DJ und Produzent. Als Autor schreibt er regelmäßig in Zeitschriften und Zeitungen und hat bisher zwei Bücher veröffentlicht.
Seinen Künstlernamen übernahm er von einem Protagonisten in einem Roman von William S. Burroughs.

## Jugend und Studium
Spooky wuchs seiner eigenen Meinung nach in einem privilegierten Elternhaus auf. Sein Vater war Dekan der Howard University und vertrat als Rechtsanwalt die Black Panther Party, starb aber, als Miller erst drei Jahre alt war. Seine Mutter brachte von ihren Reisen als Designerin Kunsthandwerk aus aller Welt in den Haushalt, nahm den jungen Paul aber auch immer wieder mit auf Reisen durch die Welt. Seine Großmutter engagierte sich militant in der Lesbenbewegung. In seiner Jugend begann Spooky, sich für Punk und Go-go-Musik zu interessieren. Er studierte in Maine, wo er Abschlüsse in französischer Literatur und Philosophie erreichte. Seine Magisterarbeit schrieb er über Ludwig Feuerbach und Richard Wagner. Während seines Studiums legte er am Radiosender seines Colleges Platten auf und begann, Kontrabass zu lernen.
Spooky zog nach seinem Studium nach New York, begann Science Fiction zu schreiben und gründete zusammen mit mehreren anderen Künstlern das Kollektiv Soundlab. Zu Beginn seiner Karriere kannte und schätzte er dank seiner Eltern bereits eine große Bandbreite an Musik, war aber selbst fast noch ausschließlich als Hip-Hop-DJ tätig.

## Erste Veröffentlichungen
Mitte der 1990er begann er, eine Reihe von Singles und EPs aufzunehmen. Sein 1996 erschienenes erstes Album Songs of a Dead Dreamer wird heute als prägender Einfluss auf die Illbient-Musik angesehen. Er gilt auch als der Schöpfer des Begriffs Illbient. Riddim Warfare war ein Underground-Hit, bei dem unter anderem Dr. Octagon und andere bekannte Figuren der Indie-Rock-Szene mitarbeiteten. Ungefähr zeitgleich begann er, Artikel für die New Yorker Stadtzeitung The Village Voice zu schreiben, und remixte unter anderem Alben von Metallica oder Nick Cave.
Die Technik der Zusammenarbeit mit anderen behielt er für den Rest seiner Karriere bei. Er selbst sieht sich als Sound-Nomade und sagt dazu:

„Meine Geschichte liegt im Mix. Früher haben die Bluesmusiker ihre Inspiration an den mythischen Crossroads gesucht, ich finde meine Straßenkreuzung im Internet.“

Im Laufe seiner Karriere arbeitete er dabei mit Avantgarde-Jazz-Musikern, Iannis Xenakis, Yoko Ono, Metallica, Slayer, Sun Ra oder MC5 zusammen.
Nachdem er einige Jahre vor allem in Kollaborationen gearbeitet und Mix-CDs veröffentlicht hatte, erschien 2002 erneut ein Mix-Album Modern Mantra. Im selben Jahr veröffentlichte er zusammen mit den Avant-Jazzern Matthew Shipp, William Parker, Guillermo E. Brown und Joe McPhee das Album Optometry. Weiterhin improvisierte er mit Thurston Moore und Ornette Coleman.
2005 erschien sein nächstes Album. Auf Drums of Death finden sich Stücke, die er zusammen mit Dave Lombardo von Slayer, Chuck D (Public Enemy) und  Vernon Reid (Living Color) aufnahm. Co-Produzent bei dieser Platte war Jack Dangers von Meat Beat Manifesto.

## Autor, Multimediakünstler und Dozent
2004 trat er erstmals als Buchautor hervor: Rhythm Science erschien bei MIT Press. Im Buch versucht er, die Faszination des Samplings in einen breiteren kulturgeschichtlichen Zusammenhang zu stellen. Für ihn ist Sampling eine subversive Kulturtechnik. In seinen Worten:

„Wir leben in einer Erfahrungs-Ökonomie, wo man sich in bestimmte Identitäten und Erfahrungen einkaufen kann. Jeder hört denselben Soundtrack zu seinem Leben, liegt denselben Konsum-Gottheiten zu Füßen. Sampling schneidet da radikale Splitter heraus, bringt die Utopie zurück ins Spiel.“

Im Auftrag des Lincoln-Center-Festivals, des Festival d’Automne a Paris, des Spoleto Festival USA und des Vienna Festivals produzierte er im selben Jahr die Film/Musik/Multimedia-Performance DJ Spooky’s Rebirth of a Nation, mit der er durch die Welt tourte. Das Projekt ist ein Remix des berühmten, als rassistisch geltenden Films The Birth of a Nation von David Wark Griffith (1915). 2015 erschien eine DVD und ein vom Kronos Quartet eingespieltes Album zum Projekt.
Mittlerweile verarbeitet er an herausgehobener Stelle Samples beispielsweise von Merzbow oder Oval.
Zwischen 2007 und 2014 rückte die Antarktis in Spookys Fokus. Er reiste 2007 auf den Kontinent, veröffentlichte 2011 das Book of Ice, 2013 folgte das im Rahmen einer Residenz am Metropolitan Museum of Art entstandene Album Of Water and Ice, das unter einer Creative-Commons-Lizenz kostenlos bei Jamendo erhältlich ist. Im Kontext dieses Projektes steht auch seine Wahl in die National Geographic 2014 Class of Emerging Explorers.
Im Rahmen der Ausstellung FAVT (Future Africa Visions in Time) am Iwalewahaus Bayreuth zeigte er im November 2015 zusammen mit der Anglistin und Afrikawissenschaftlerin Susan Arndt und dem Künstler und Spoken-Word-Performer Philipp Khabo Koepsell die Installation Beyond Wagner’s Futures, die sich mit Richard Wagners Einfluss auf die deutsche Kolonialgeschichte beschäftigt.
Spooky bietet eine kostenlose iPad-App DJ Mixer an, mit deren Hilfe Nutzer auf Grundlage ihrer Musiksammlungen scratchen, Lieder remixen und diese durch elektronische Effekte erweitern können.

## Werkverzeichnis

### Alben als DJ Spooky
- Necropolis (März 1996; Knitting Factory Works)
- Songs of a Dead Dreamer (April 1996; Asphodel Records)
- Synthetic Fury EP (Februar 1998; Asphodel Records)
- Haunted Breaks Volumes I and II (Oktober & Dezember 1998; Liquid Sky Music)
- Riddim Warfare (September 1998; Outpost-Geffen)
- Optometry (Juli 2002; Thirsty Ear)
- The Secret Song (2009; Thirsty Ear)
- Of Water and Ice (Juni 2013; Jamendo), kostenloser Download

### Singles/EPs als DJ Spooky
- Galactic Funk (1996; Asphodel 101)
- Object Unknown (August 1998; Outpost/Geffen CD; Asphodel vinyl), mit Remixen von DJ Spooky und Kut Masta Kurt
- Peace in Zaire (April 1999; Outpost/Geffen), mit Remixen von Ambassador Jr. und The Dub Pistols; promotional/White Label Only
- Subliminal Minded EP – Peace in Zaire Remixes (Oktober 1999; Bar None Records)
- Catechism feat. Killah Priest (August 2002; Synchronic)
- Optometrix 12” (Juni 2003; Thirsty Ear)

### Alben als Paul D. Miller oder andere Namen
- Death in Light of the Phonograph: Excursions into the Pre-linguistic Asphodel Records (September 1996), CD zur Installation in der Annina Nosei Gallery
- The Viral Sonata Asphodel Records (1997), CD zur Installation für die Whitney Biennale 1997
- Another Forensic Charade (September 2001), CD zum Ausstellungskatalog im Magasin 3, Stockholm, Schweden, September–Dezember 2001 (limited edition)
- ftp>snd>untitled> (Oktober 2001), CD zur Novemberausgabe des Nest Magazins

### Kollaborationen und Mix-LPs
- DJ Spooky and Totemplow Template 12” (1998; Manifold Records)
- DJ Spooky and Alan Licht 10” (1998; Manifold Records)
- DJ Spooky and Totemplow Kaotik: Transgression (Juni 1999; Manifold Records)
- DJ Spooky and Arto Lindsay 10” (Juli 1999; Manifold Records)
- DJ Spooky and Quoit 10” (2000; Manifold Records)
- DJ Spooky and Merzbow 10” (2000; Manifold Records)
- DJ Spooky vs. The Freight Elevator Quartet File Under Futurism (1999; Caipirinha Productions)
- DJ Spooky and Scanner The Quick and the Dead (Januar 2000; Sulphur Records)
- Anodyne (Main, core and Peripheral mixes) (Oktober 2000; BSI Records), Picture disk w/ Sound Secretion
- DJ Spooky w/ Killah Priest Catechism (Juni 2001; Blue Juice Records/UK)
- Under the Influence (September 2001; Six Degrees)
- Modern Mantra (Mai 2002; Shadow/Instinct)
- Dubtometry feat. Mad Professor, Lee “Scratch” Perry u. a. (März 2003; Thirsty Ear) – Remix-Album zu Optometry
- Riddim Clash mit Twilight Circus (April 2004; PLAY Label)
- Celestial Mechanix: ein Label-Mix für Thirsty Ear Records (Juni 2004)
- DJ Spooky vs. Dave Lombardo Drums of Death (April 2005; Thirsty Ear)
- Creation Rebel: Trojan Remixed (2007; Trojan Records)
- DJ Spooky performed by Kronos Quartet Rebirth of a Nation (2015; Cantaloupe Records)

### Filmmusik
- Quattro Noza (Fountainhead Films); Finalist beim Sundance-Festival (2003)
- SLAM (Offline/Tri-Mark); Grand Prize beim Sundance-Festival (1998); Cannes, Caméra d’Or (1998)

### Multimedia und Webprojekte
- Marcel Duchamp remix, LA Museum of Contemporary Art (2002)
- Stuzzicadenti DJ Spooky and Diego Cortez (Mai 2000)

### Bücher
- Paul D. Miller aka DJ Spooky that Subliminal Kid: Rhythm Science, erschienen bei B&T Verlag (2004)
- Paul D. Miller: Sound Unbound, erschienen bei MIT Press (2008)
- Paul D. Miller: The Book of Ice, erschienen bei Mark Batty Publisher (2011)
- Paul D. Miller und Svitlana Matviyenko (Hrsg.): The Imaginary App, erschienen bei MIT Press (2014)